# Barbara Hoene
Barbara Hoene (* 4. Februar 1944 in Cottbus; † 12. Januar 2025 in Dresden) war eine deutsche Opernsängerin (Sopran).

## Leben
Aufgewachsen ist Barbara Hoene in Leipzig, wo ihr Vater Sänger im Chor der Leipziger Oper war. Ihre musikalische Ausbildung begann mit Violine, Klavier, Gesang und Ballett. Als Kind war sie Mitglied des Kinderchors der Oper Leipzig und konnte 1957 an einem Gastspiel in der Pariser Oper teilnehmen. Sie studierte dann an der  Hochschule für Musik in Leipzig, ihre wichtigsten Mentoren waren Kurt Seipt (1908–1995), Maria Croonen (1925–2021) und Johannes Kemter (1918–1998).
Ihr Bühnendebüt hatte sie 1964 als Fiordiligi in Mozarts Così fan tutte an der Leipziger Hochschule.
Ihre Laufbahn begann 1966 am Landestheater Dessau und ab 1969 am Landestheater Halle. Hier konnte sie die großen Partien in den Händel-Opern Ariodante und Xerxes gestalten. Im Jahr 1976 erhielt sie den Händelpreis der Stadt Halle. Sie wirkte auch in vielen Konzerten mit dem Thomanerchor Leipzig unter Erhard Mauersberger (1903–1982) und Hans-Joachim Rotzsch (1929–2013) mit.
Im Jahr 1973 wurde sie an die Sächsische Staatsoper Dresden engagiert und im Jahr 1980 wurde sie zur Kammersängerin der Sächsischen Staatsoper Dresden ernannt.
Dem Solistenensemble der Sächsischen Staatsoper Dresden gehörte sie von 1973 bis 2009, also 36 Jahre an. Sie sang dort viele Rollen im lyrischen Sopranfach, z. B. die Partien in den Mozart-Opern Die Entführung aus dem Serail (Konstanze), Don Giovanni (Donna Anna, Donna Elvira), Così fan tutte (Fiordiligi), Figaros Hochzeit (Marcellina) und Die Zauberflöte (Pamina). Dazu kamen die Partien in den Wagner-Opern Meistersinger von Nürnberg (Eva), Tannhäuser (Elisabeth) und Lohengrin (Elsa) sowie in Verdis La Traviata (Violetta) und Der Troubadour (Leonora). Die Partie der Sophie im Der Rosenkavalier von Richard Strauss sang sie zur Wiedereröffnung der Semperoper im Jahr 1985. Auch im Operettenfach war sie als Csárdásfürstin und in der Fledermaus als Rosalinde eine gefeierte Künstlerin.
Von 1980 bis 1990 war sie dann auch ständige Solistin bei den Konzerttourneen des Dresdner Kreuzchors nach Japan, Italien und Spanien.
Außerdem war sie bei Konzerten und Gastspielen in Europa, Japan und Brasilien zu hören und war Teilnehmerin bei vielen Festspielen in Deutschland, u. a. bei den  Maifestspielen Wiesbaden, den  Händel-Festspielen Göttingen und  Händel-Festspielen Halle und den Dresdner Musikfestspielen.

## Ehrungen
- 1976 Händelpreis der Stadt Halle
- 1980 Kammersängerin der Sächsischen Staatsoper Dresden

## Diskographie (Auswahl)
- Das Alexanderfest (oder Die Macht der Musik) von Georg Friedrich Händel, Händelfestspielorchester Halle unter Thomas Sanderling (Eterna, 1978)[7]
- Mein Herze schwimmt im Blut, Kantate von Johann Sebastian Bach, BWV 199, Dresdner Philharmonie unter Martin Flämig[8]
- Der Freischütz von Carl Maria von Weber als Gastspiel in Japan, 1981[9]
- Das Märchen vom Zaren Saltan von Nikolai Rimski-Korsakow, Staatskapelle Dresden unter  Siegfried Kurz, 1978[10]
- Der Rosenkavalier von Richard Strauss, als Mitschnitt des Dresdner Gastspiels von 1982 am Teatro La Fenice in Venedig (Label Mondo Musica, 1982)
- Die Meistersinger von Nürnberg von Richard Wagner, Staatskapelle Berlin unter Klauspeter Seibel, 1992[11]
- Liebeslieder-Walzer, Liederzyklus von Johannes Brahms (Berlin Classics, 1996)[7]